# Taste (Tyga)
Taste è un singolo del rapper statunitense Tyga, pubblicato il 16 maggio 2018 come primo estratto dal suo album Legendary.
Dopo un lungo periodo di scarse vendite e recensioni negative per il rapper, Taste ha ottenuto un enorme successo internazionale, raggiungendo il numero 8 nella Billboard Hot 100, essendo il suo primo singolo Top 40 dalla canzone Ayo con Chris Brown nel 2015.

## Antefatti
Tyga ha raccontato come il brano sia nato durante una sessione di studio di mezz'ora durante una festa, dove decise di aumentare la velocità di una strumentale che gli inviò D. A. Doman. Successivamente il rapper chiamò Offset il giorno prima della realizzazione del video musicale per il brano e gli chiese di aggiungere una sua strofa al brano.

## Descrizione
Il brano, prodotto da D. A. Doman, presenta una produzione hip-hop tendente alla trap caratterizzata da un sample vocale R&B modificato con un'alterazione del pitch.
Le tematiche del brano rispecchiano il classico cliché del gangsta rap, parlando di donne di facili costumi e di una vita lussuriosa.

## Classifiche
| Classifica (2018-19) | Posizione massima |
| -------------------- | ----------------- |
| Austria              | 21                |
| Belgio (Fiandre)     | 1                 |
| Belgio (Vallonia)    | 7                 |
| Canada               | 9                 |
| Danimarca            | 11                |
| Finlandia            | 19                |
| Francia              | 89                |
| Irlanda              | 14                |
| Italia               | 44                |
| Norvegia             | 15                |
| Nuova Zelanda        | 4                 |
| Paesi Bassi          | 27                |
| Regno Unito          | 5                 |
| Slovacchia           | 15                |
| Spagna               | 92                |
| Stati Uniti          | 8                 |
| Svizzera             | 18                |
| Ungheria             | 30                |